# 义安公司
義安公司是新加坡一个慈善基金会，受义安公司条例（1933年）（Ngee Ann Kongsi (Incorporation) Ordinance 1933）管制。它是19世纪末由来自中国的移民创立的宗乡会馆。基金会的名字“义安”是早期潮州府的名称。潮州人跟广府人和客家人一样，来自中国广东省。

## 历史
义安公司1845年由佘有进创办，目的是为照顾新加坡潮州移民的宗教与福利需要。当时建立在菲立街的粤海清庙中，其庙现已成为新加坡国家古迹。义安公司已经发展成为使新加坡社会充实的重大贡献者。义安公司是非营利组织，有很多地方以“义安”命名，它们是：数个教育机构→义安小学、义安中学、義安理工學院、阿德莱德大学新加坡校园（之前称为义安—阿德莱德大学教育中心）、马里士他路的義安中医药中心以及新加坡著名乌节路购物区的第三大的购物中心義安城。义安公司名下持有的其他资产，包括位于乌美第4街10号的潮州殡仪馆，和义顺环路的纪念堂。
义安公司全资拥有的子公司有義安产业管理有限公司和義安发展有限公司，都位于义安城Tower A。